# La donna e il drago

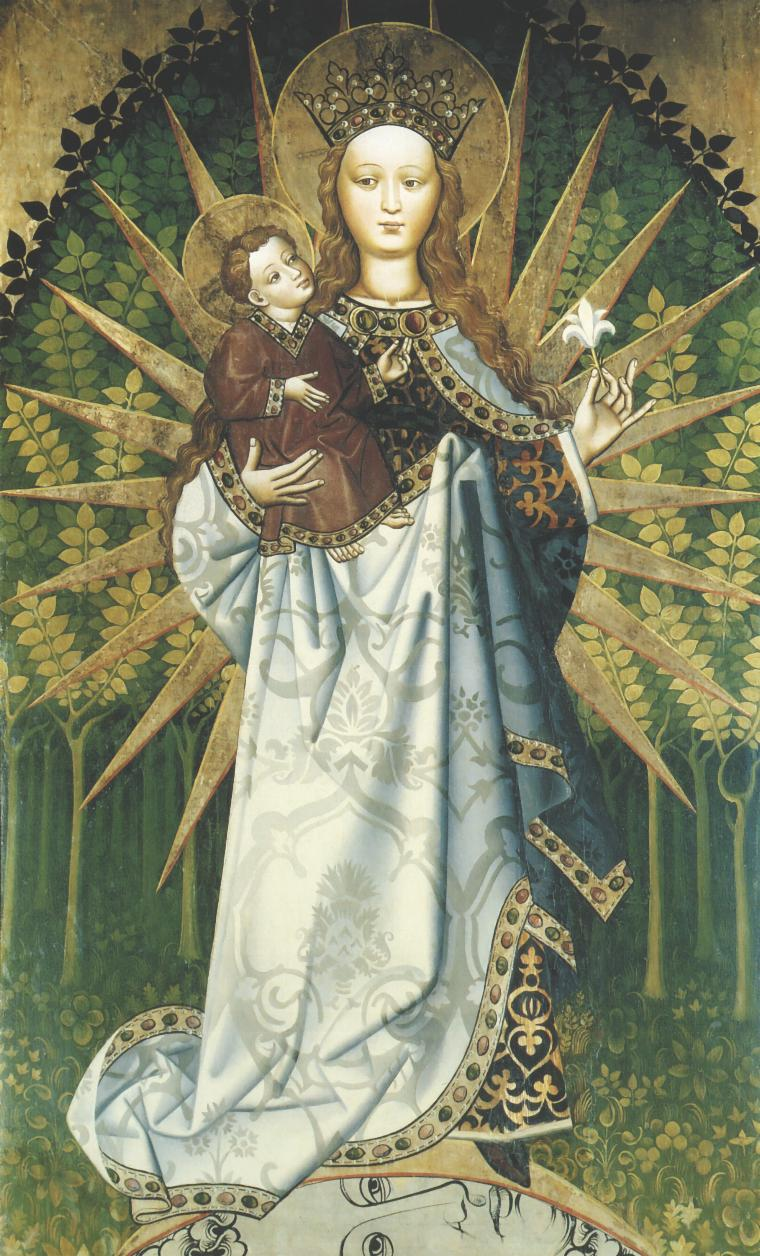
Madonna col bambino vestita di Sole, XV secolo

La donna e il drago è il titolo attribuito all'episodio che costituisce il capitolo 12 del libro biblico dell'Apocalisse.

## Personaggi

### La donna
Così Giovanni presenta la "donna":
Subito dopo aver presentato la donna, Giovanni introduce un enorme drago rosso che cerca di divorare il figlio della donna appena nato, colui che sarà il Messia. Il figlio viene portato in cielo e alla donna viene preparato un rifugio nel deserto contro il drago. Infine l'arcangelo Michele combatte contro il drago e lo vince.
È tuttora incerto se si tratti della Chiesa, come sostennero moltissimi antichi commentatori, o di Maria madre di Gesù, come si sostiene fin dal Medioevo o di Israele e del residuo fedele. La Chiesa, in effetti, è simbolicamente illustrabile come colei che ha come capo 12 stelle (le tribù di Israele), tra cui la tribù di Giuda, stirpe del Messia. I dolori del parto rappresentano le sofferenze che essa dovrà patire per colpa dell'anticristo, lo stesso che cercherà di divorare il bambino (Gesù). Questo ultimo passo non si riferisce alla nascita del Messia risalente a poco più di 2000 anni fa, bensì alla seconda venuta. La donna è aiutata dai suoi angeli, guidati da san Michele Arcangelo. L'ipotesi che sia Israele è avvalorata dal versetto 6, dove la donna si rifugia nel deserto, protetta da Dio, per tre anni e mezzo.

### Il drago
La figura del drago rappresenta Satana, il Maligno. Lo stesso san Giovanni ci presenta il drago in questo modo, dicendo anche che egli è il Serpente Antico, quello che nel racconto della Genesi spinse Eva a compiere il peccato originale. Anch'egli è aiutato da angeli decaduti, e alla fine precipita a terra.

## Galleria d'immagini

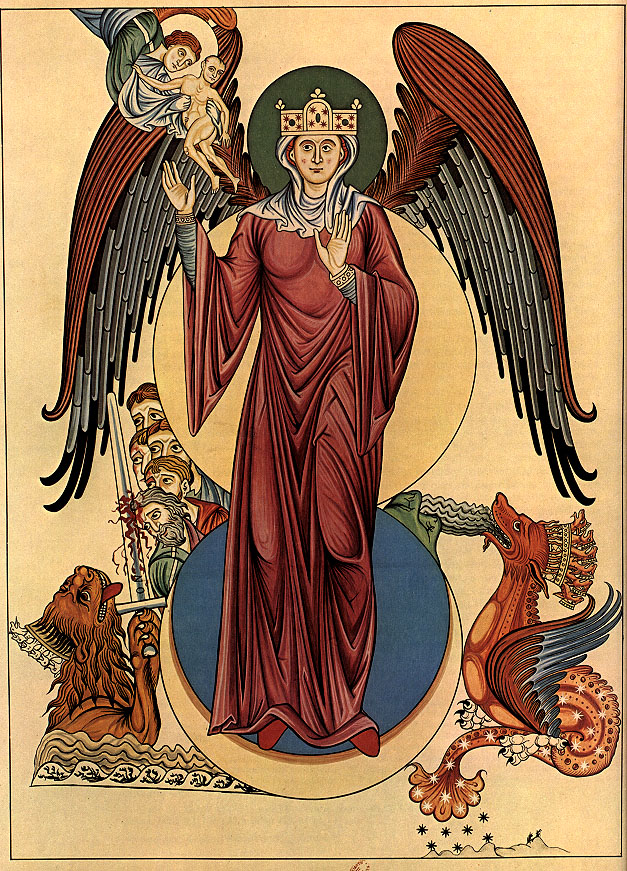
Un'illustrazione della donna dell'Apocalisse in Hortus deliciarum (ridisegno di un'illustrazione datata 1180 circa), raffigurante vari eventi della narrazione in Apocalisse 12 in una singola immagine.
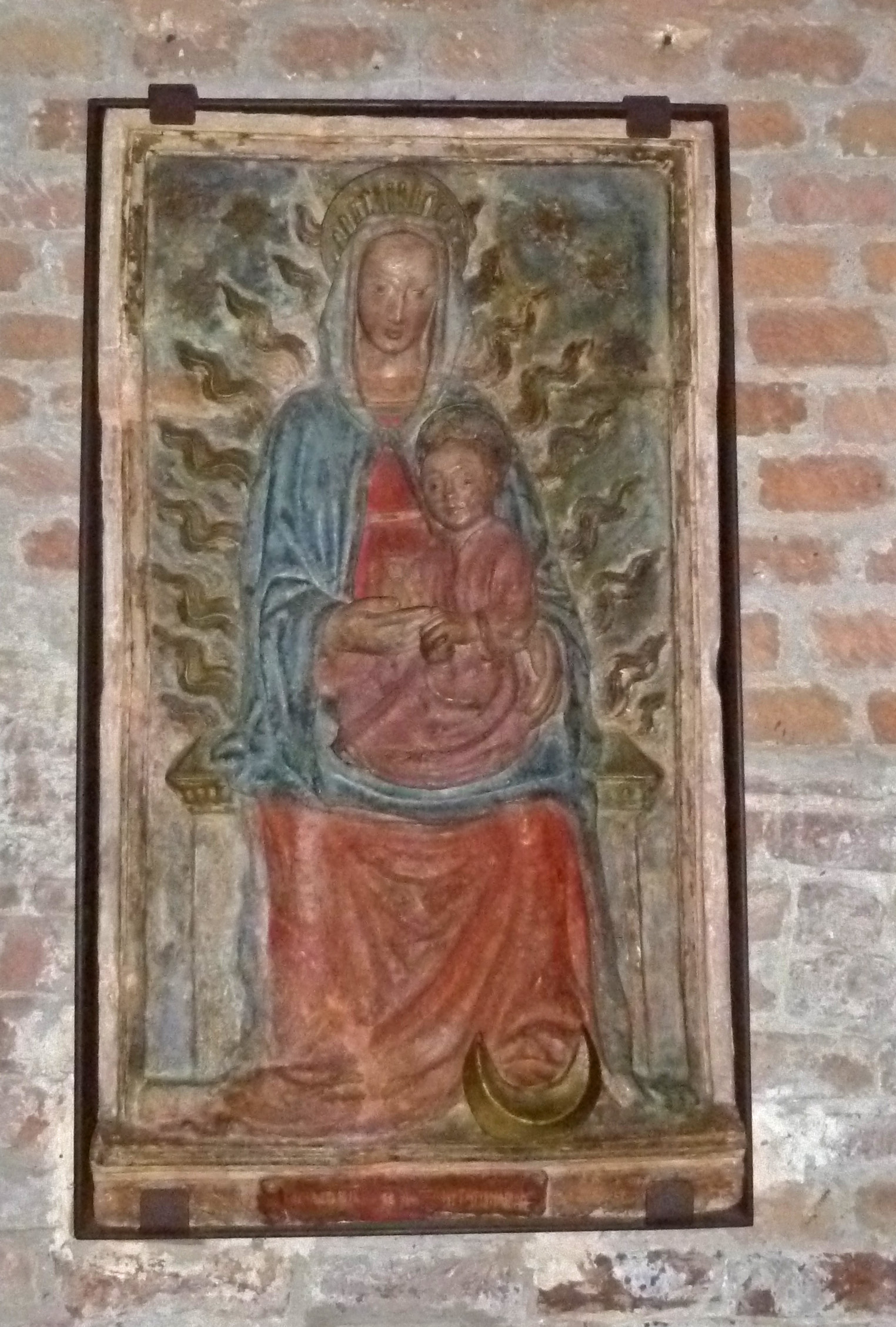
"Madonna con Bambino" come la donna in Apocalisse 12:1; Rotonda di San Lorenzo, Mantova, Italia, XIV secolo.
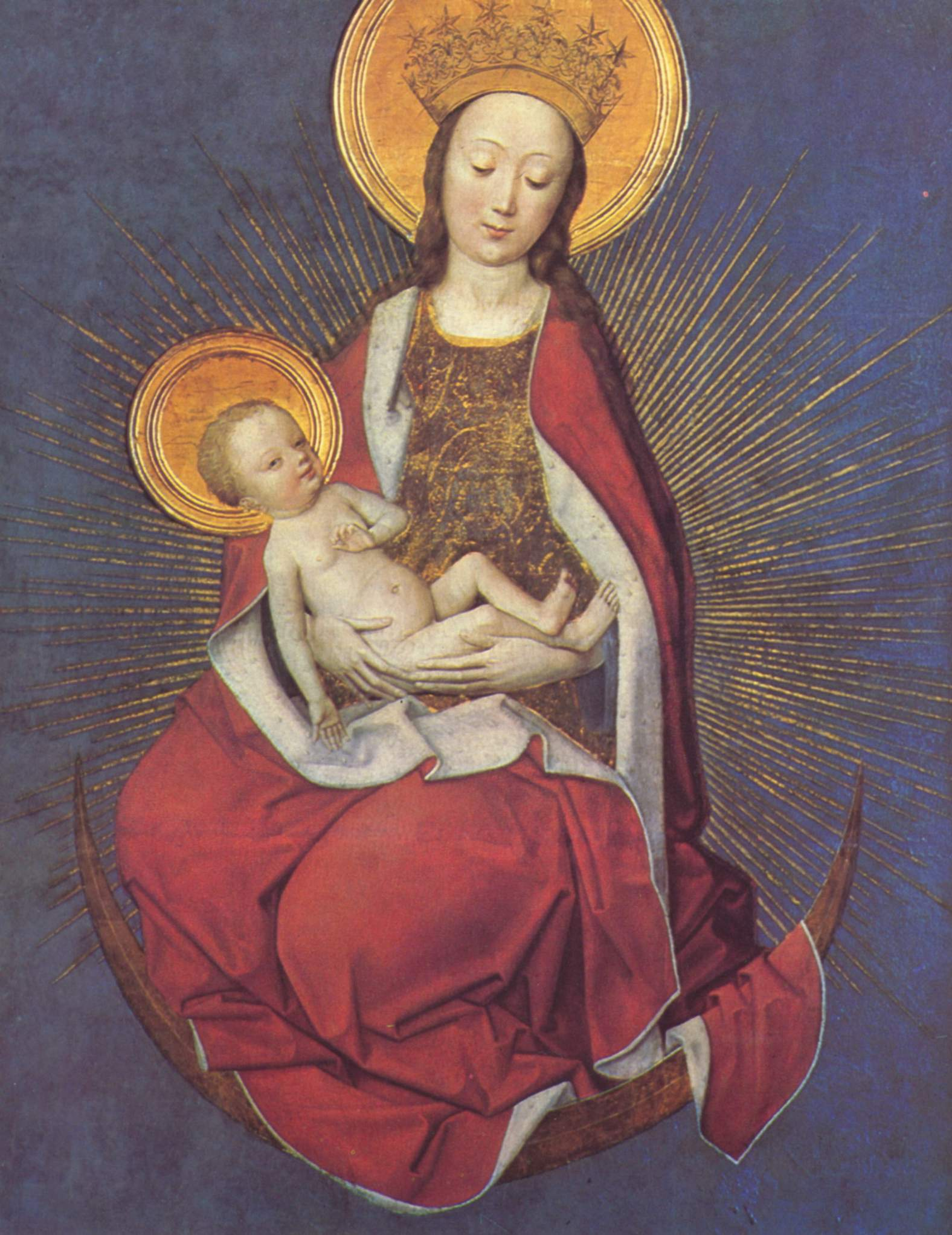
Madonna splendente (Maestro della vita di Maria, 1460-1480)
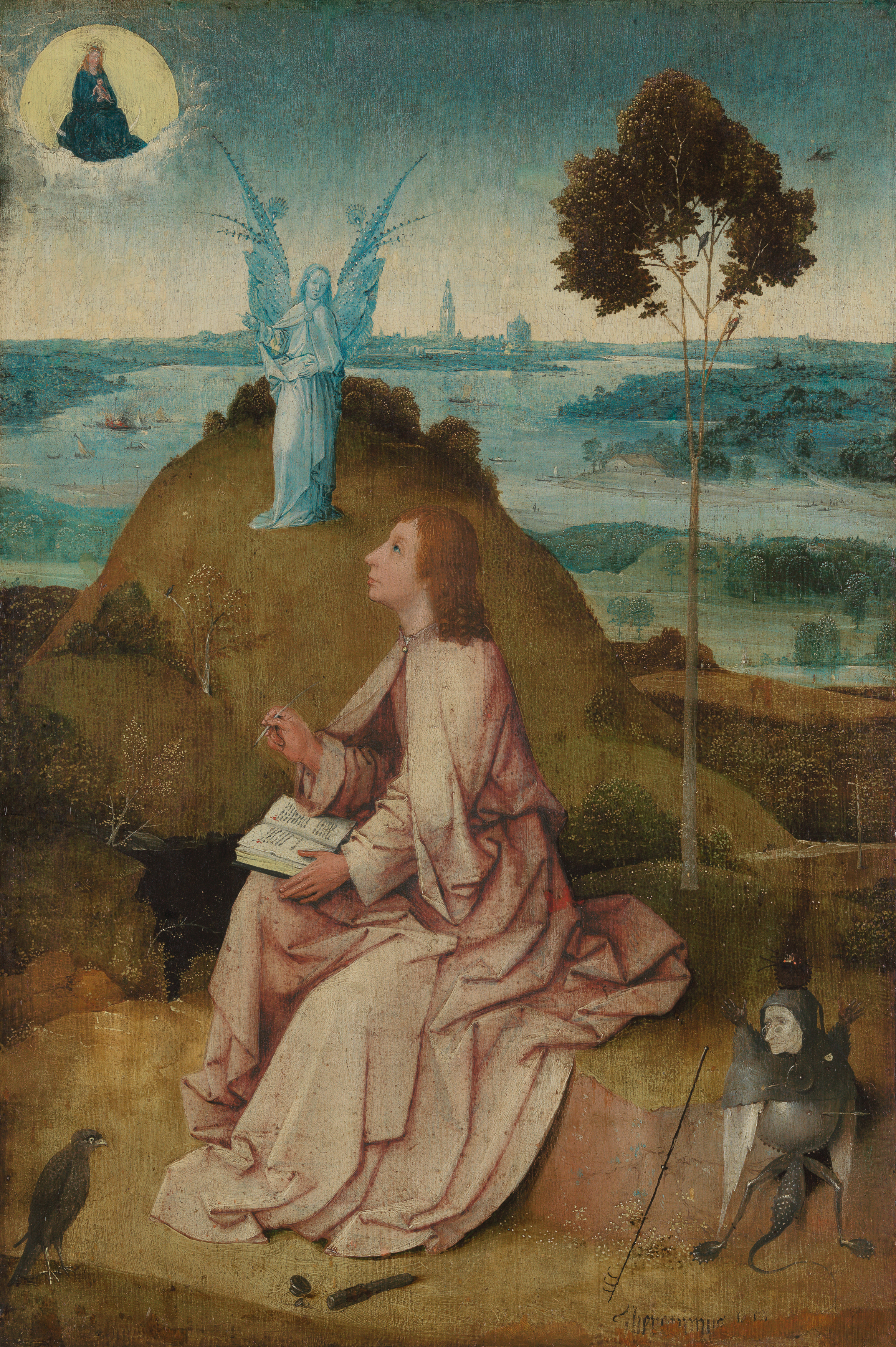
Giovanni evangelista a Patmos (Hieronymus Bosch, 1490-1495 circa)
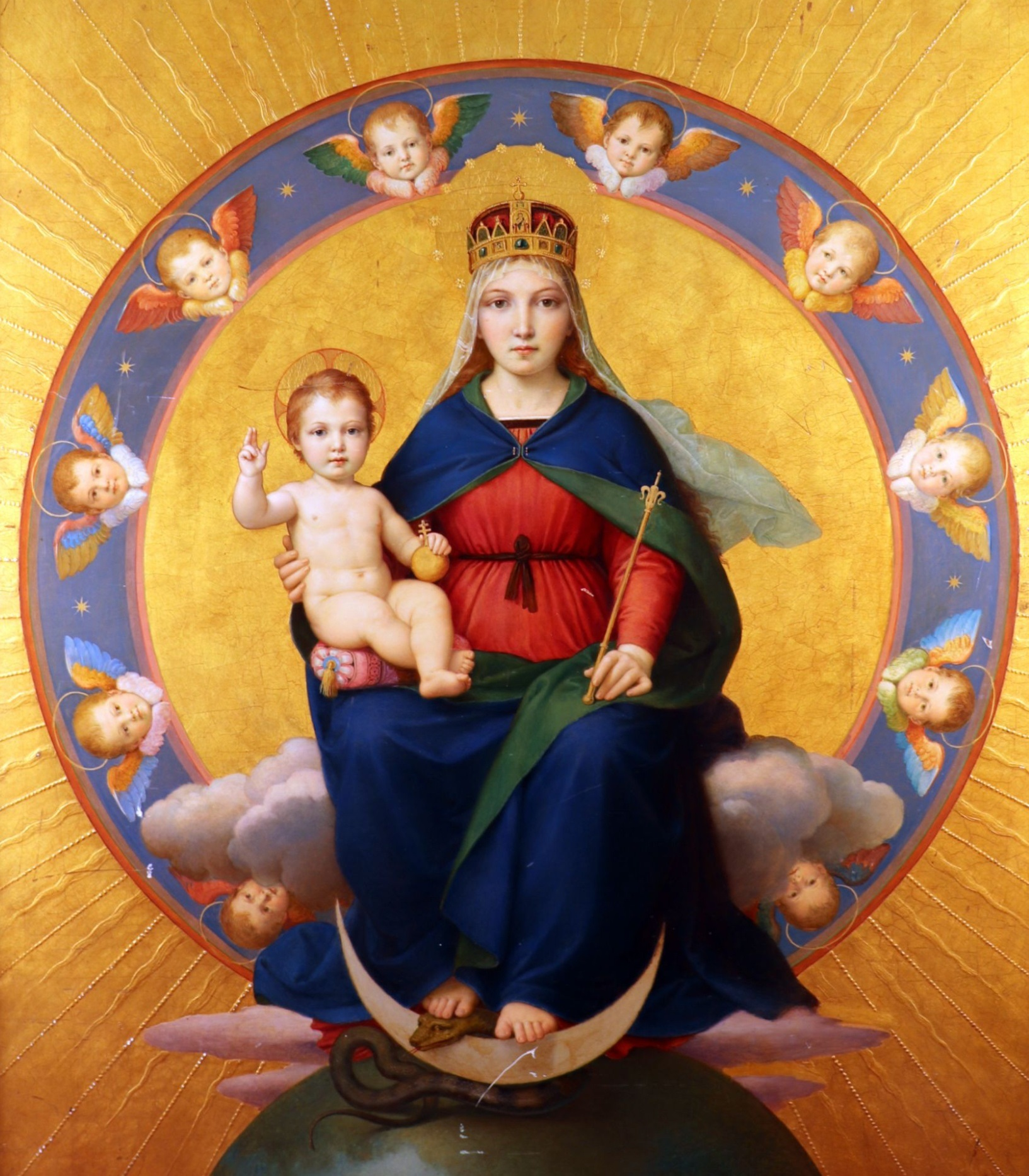
La Donna vestita di sole e la Santa Corona (dipinto del pittore ungherese Szoldatits Ferenc)
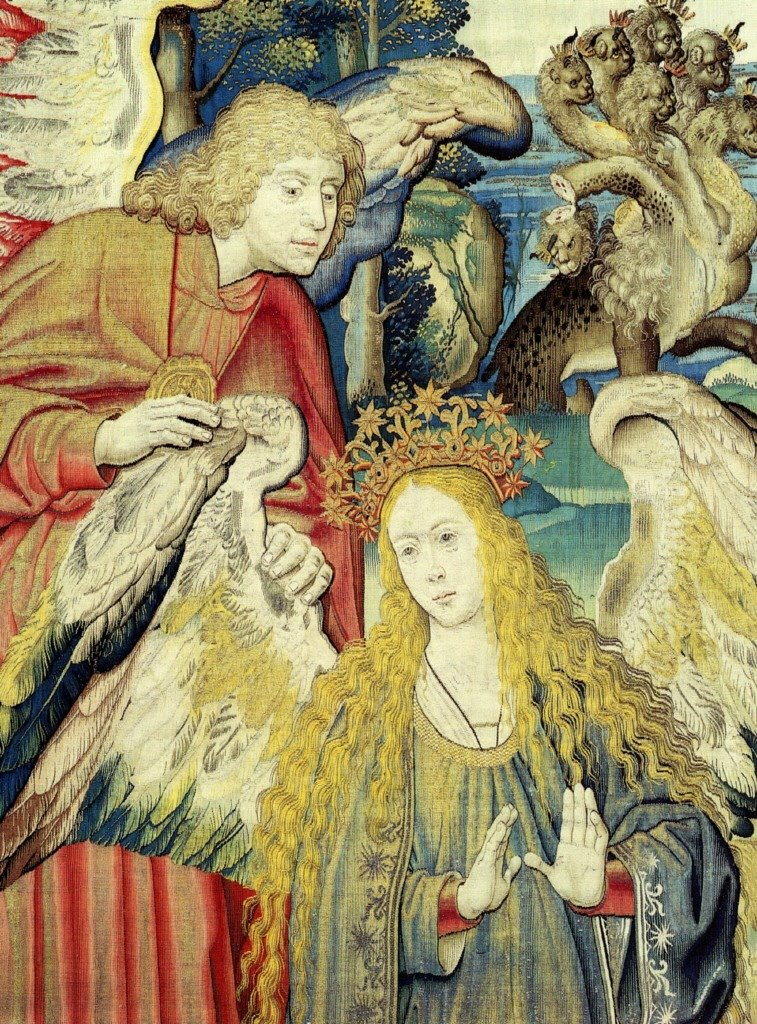
Giovanni evangelista e la donna vestita di sole (William de Pannemaker, metà del XVI secolo)
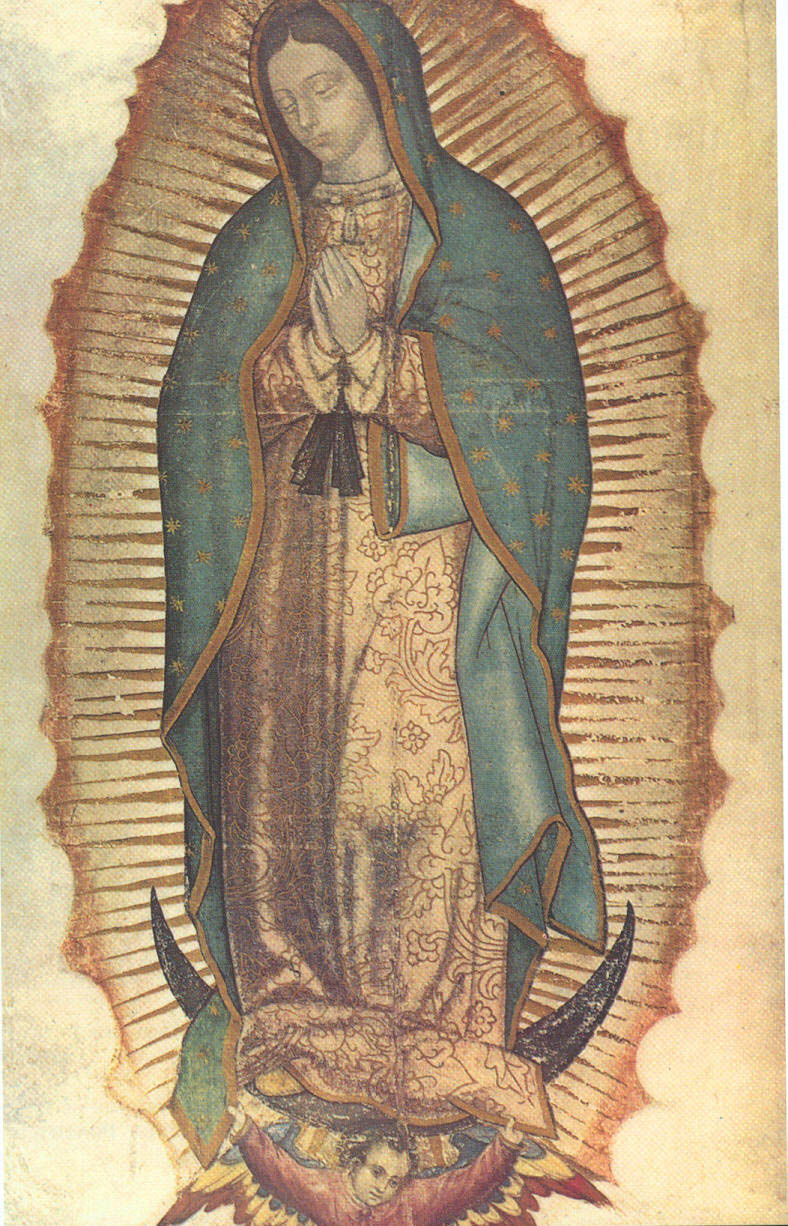
Nostra Signora di Guadalupe è stata dipinta come la Donna dell'Apocalisse gia' dal XVI° secolo[1], interpretazione mai smentita dalla Chiesa Cattolica
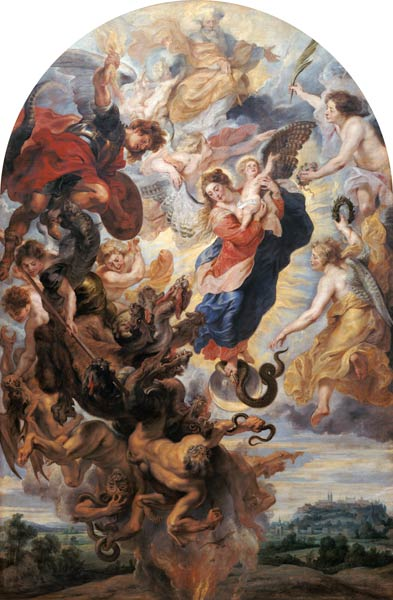
Un dipinto barocco Mondsichelmadonna (Madonna sulla luna crescente) di Rubens, pala d'altare maggiore dell'altare maggiore a Cattedrale di Freising (1625 circa).[2] La Vergine è raffigurata mentre indossa un abito rosso e un mantello blu mentre schiaccia un serpente sotto il suo piede.
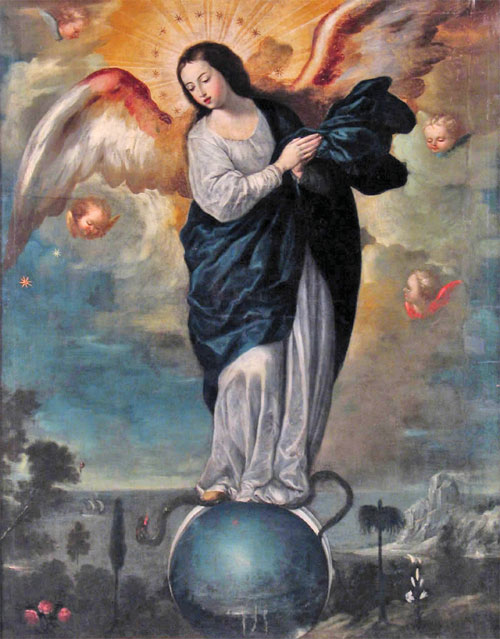
"Vergine alata dell'Apocalisse" di Miguel de Santiago. Quito, Ecuador, XVII secolo.
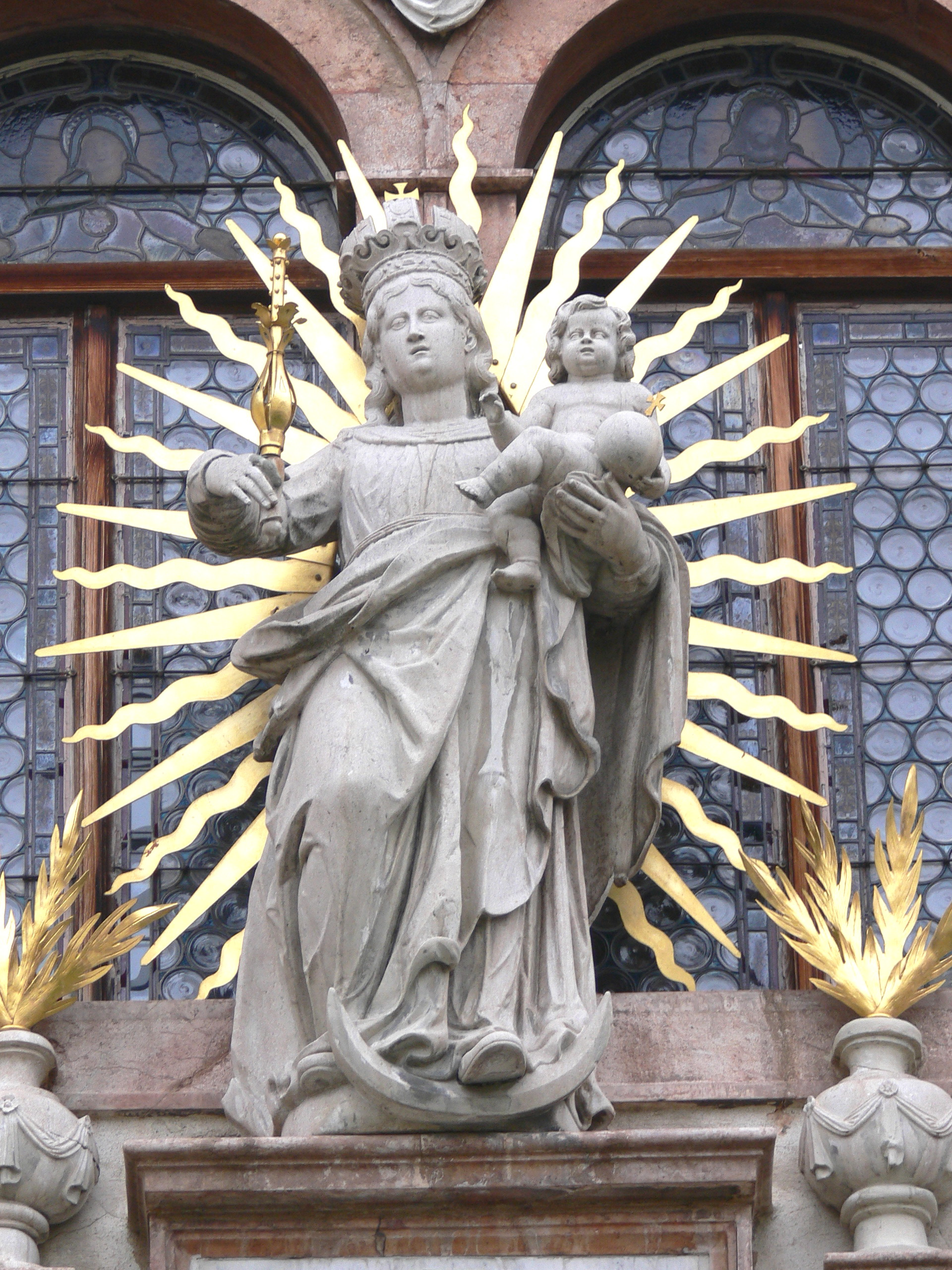
Una statua di Nostra Signora della Vittoria (1654), raffigurata con luna crescente e raggi solari, portale della chiesa del monastero di Schlägl
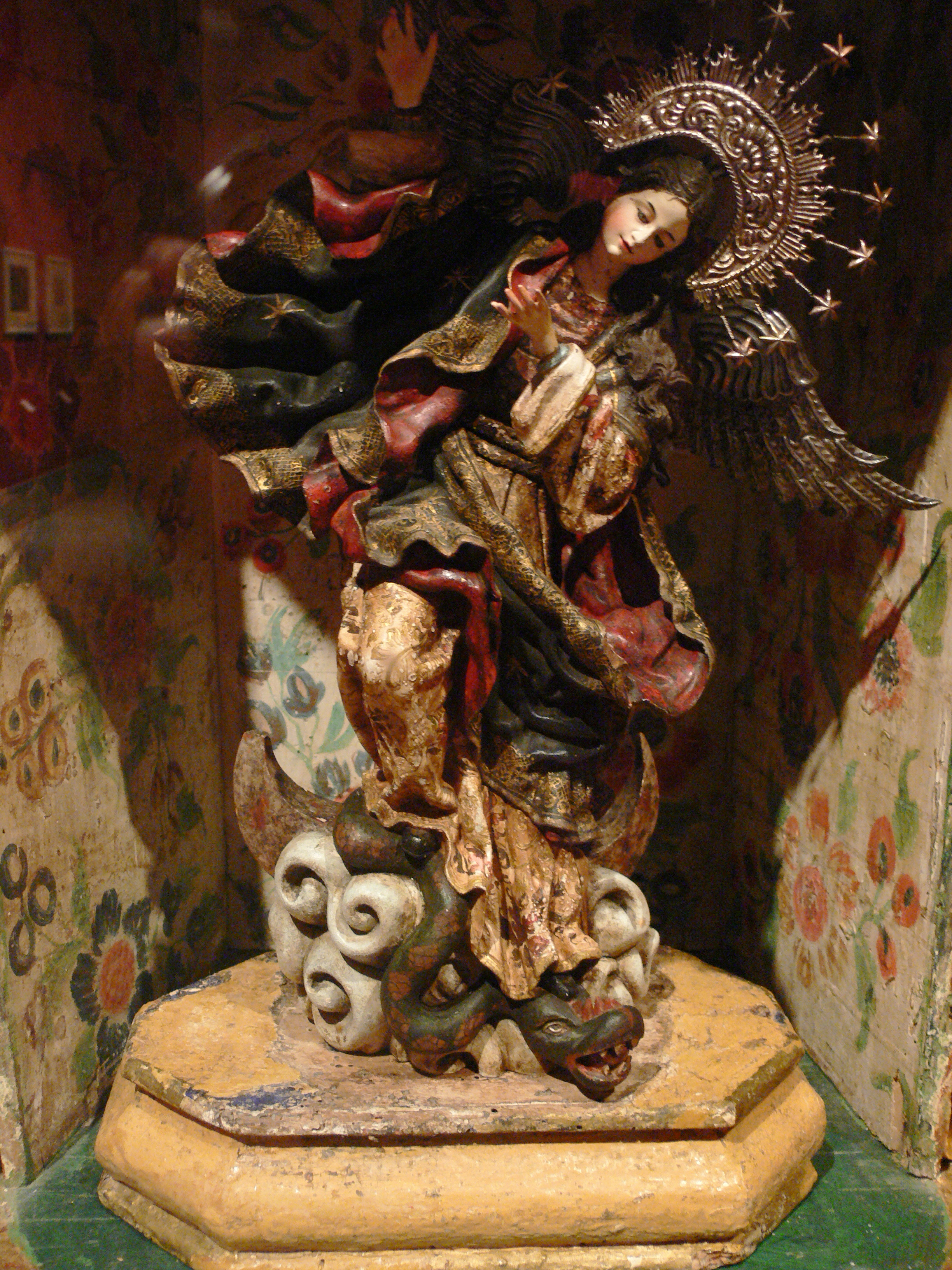
Altare della casa con la Vergine di Quito (XVIII secolo) di Bernardo de Legarda. Legno, policromia. Museo Etnologico di Berlino.
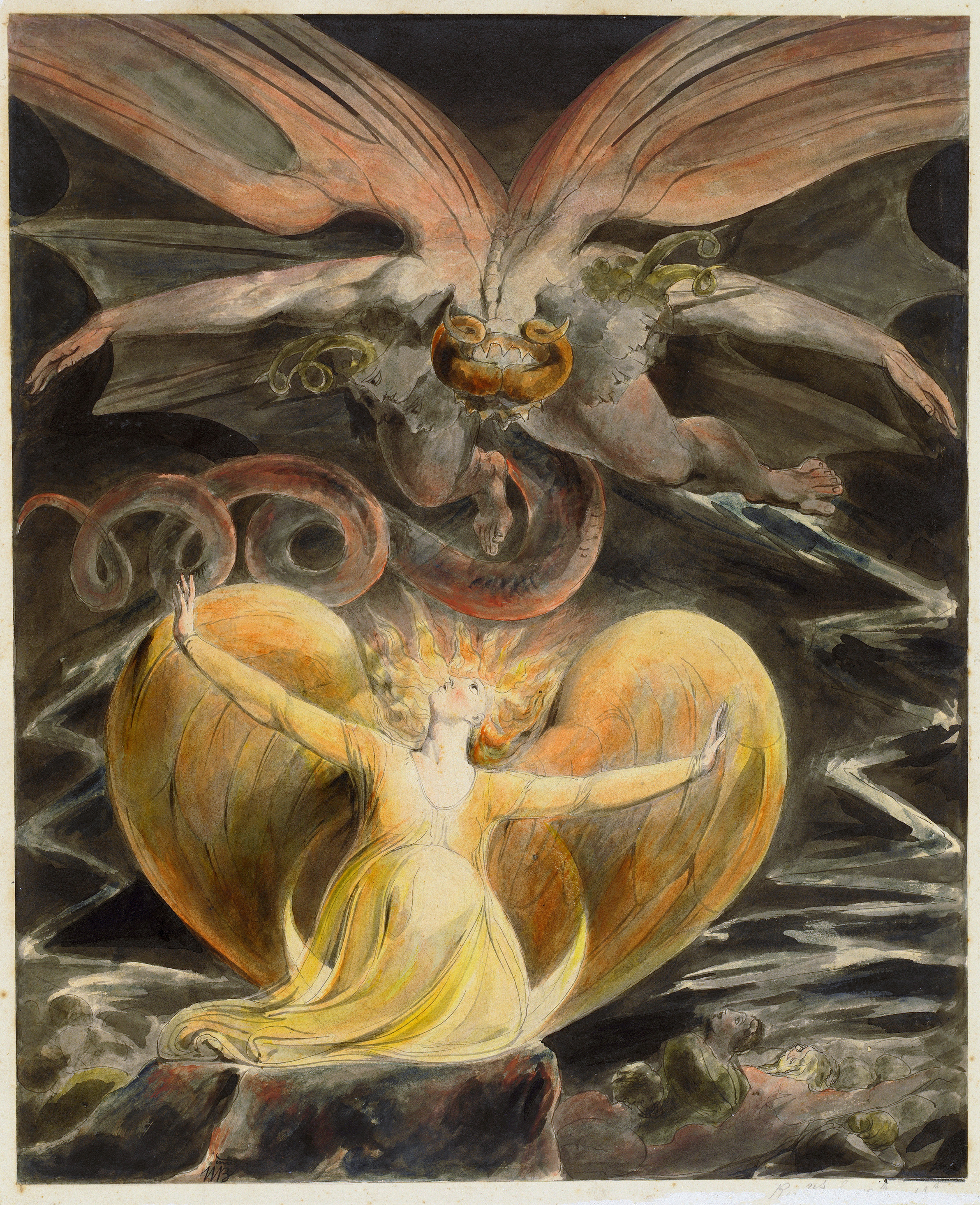
Il grande drago rosso e la donna vestita di sole (William Blake, 1805-1810)
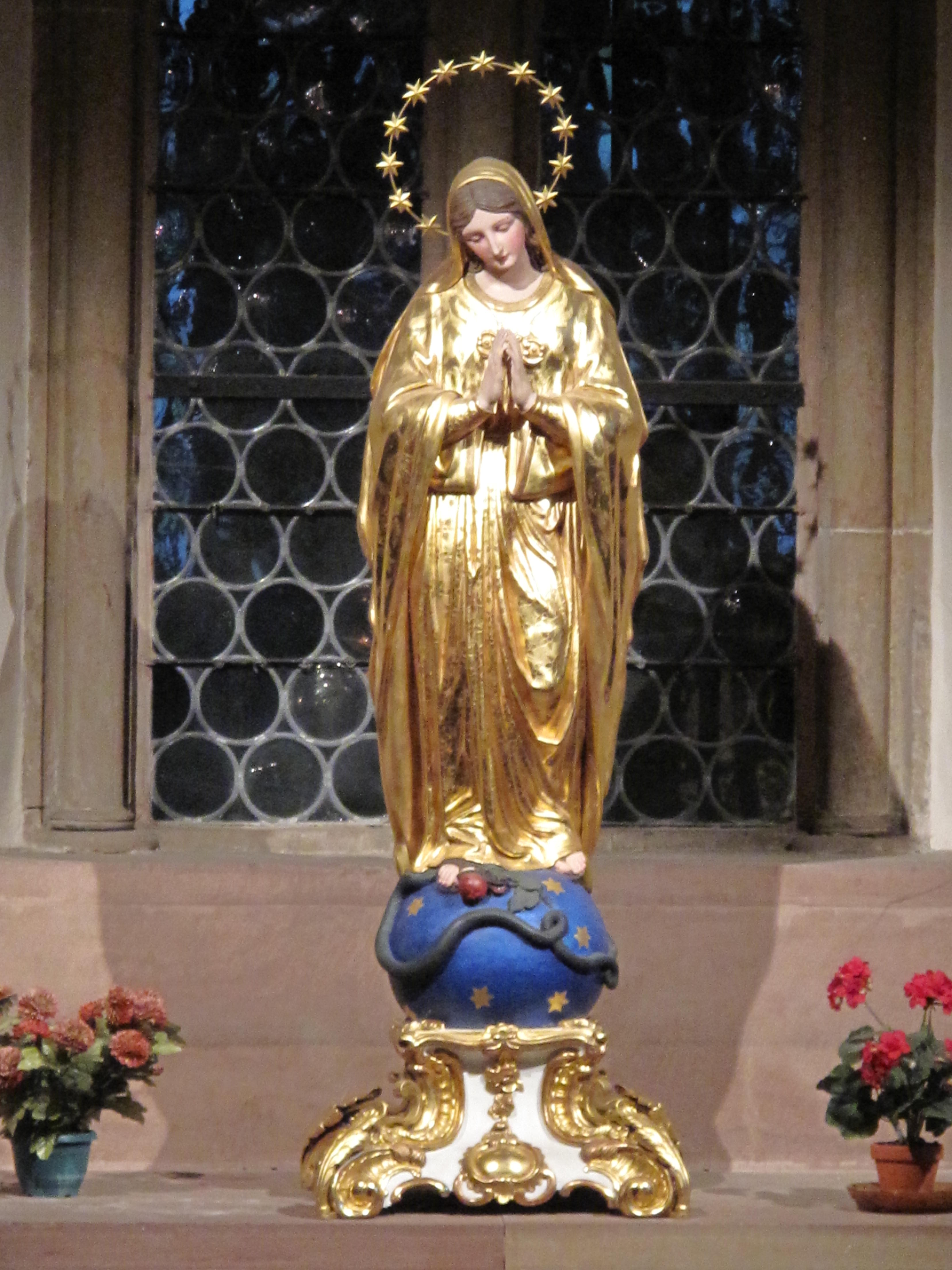
Una statua di Maria nella Cattedrale di Strasburgo (1859) con una corona di dodici stelle.
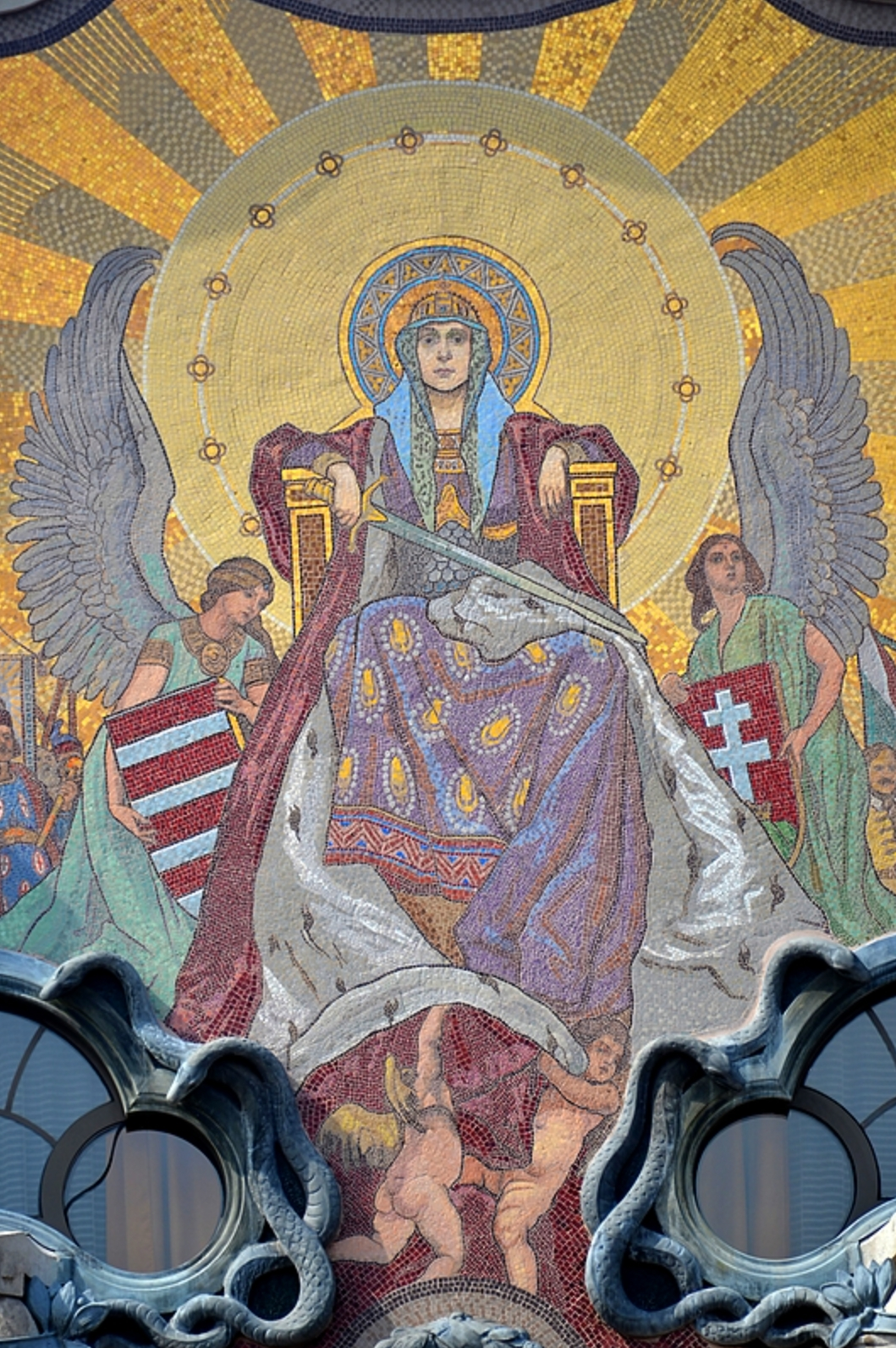
Patrona Hungariae, mosaico di Miksa Róth, sulla banca turca, a Budapest, Ungheria.
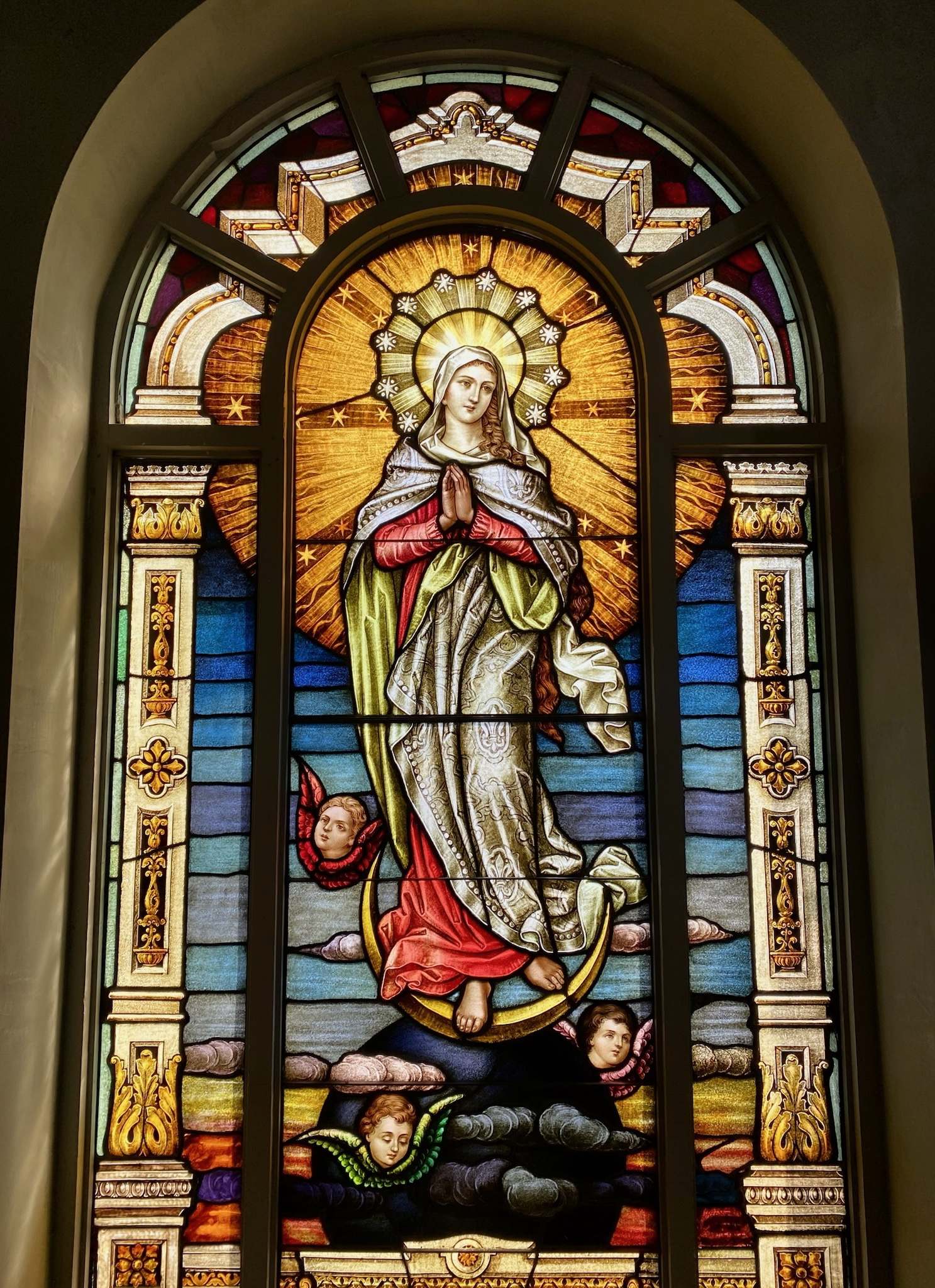
L'incoronata Beata Vergine Maria in cielo raffigurata come la "donna vestita di sole, con la luna sotto i piedi e sul capo una corona di dodici stelle» (Apocalisse 12:1). - vetrata in S. Basilica di San Giuseppe, California, USA, 1921.

## Contenuto

### Riassunto
Giovanni racconta che in cielo apparvero questa donna, circondata da segni miracolosi, e un drago, aiutati entrambi da angeli. Ci fu una grande battaglia, che si concluse con la vittoria della donna e la cacciata del drago. Quindi, una voce mistica innalza una preghiera, annunciando che in ciò si è compiuta la salvezza di Cristo. Dopo la preghiera, il drago tenta ancora invano di uccidere la donna, che nel frattempo aveva partorito, ma, non riuscendo a fare ciò, si ripromette di tentare di uccidere tutta la sua discendenza.

### Testo
«Nel cielo apparve poi un segno grandioso: una donna vestita di sole, con la luna sotto i suoi piedi e sul suo capo una corona di dodici stelle. Era incinta e gridava per le doglie e il travaglio del parto. Allora apparve un altro segno nel cielo: un enorme drago rosso, con sette teste e dieci corna e sulle teste sette diademi; la sua coda trascinava giù un terzo delle stelle del cielo e le precipitava sulla terra. Il drago si pose davanti alla donna che stava per partorire per divorare il bambino appena nato. Essa partorì un figlio maschio, destinato a governare tutte le nazioni con scettro di ferro, e il figlio fu subito rapito verso Dio e verso il suo trono. La donna invece fuggì nel deserto, ove Dio le aveva preparato un rifugio perché vi fosse nutrita per milleduecentosessanta giorni.»
«Scoppiò quindi una guerra nel cielo: Michele e i suoi angeli combattevano contro il drago. Il drago combatteva insieme con i suoi angeli, ma non prevalsero e non ci fu più posto per essi in cielo. Il grande drago, il serpente antico, colui che chiamiamo il diavolo e satana e che seduce tutta la terra, fu precipitato sulla terra e con lui furono precipitati anche i suoi angeli. Allora udii una gran voce nel cielo che diceva:
«Ora si è compiuta
la salvezza, la forza e il regno del nostro Dio
e la potenza del suo Cristo,
poiché è stato precipitato
l'accusatore dei nostri fratelli,
colui che li accusava davanti al nostro Dio
giorno e notte.
Ma essi lo hanno vinto
per mezzo del sangue dell'Agnello
e grazie alla testimonianza del loro martirio;
poiché hanno disprezzato la vita
fino a morire.
Esultate, dunque, o cieli,
e voi che abitate in essi.
Ma guai a voi, terra e mare,
perché il diavolo è precipitato sopra di voi
pieno di grande furore,
sapendo che gli resta poco tempo».»
«Or quando il drago si vide precipitato sulla terra, si avventò contro la donna che aveva partorito il figlio maschio. Ma furono date alla donna le due ali della grande aquila, per volare nel deserto verso il rifugio preparato per lei per esservi nutrita per un tempo, due tempi e la metà di un tempo lontano dal serpente. Allora il serpente vomitò dalla sua bocca come un fiume d'acqua dietro alla donna, per farla travolgere dalle sue acque. Ma la terra venne in soccorso alla donna, aprendo una voragine e inghiottendo il fiume che il drago aveva vomitato dalla propria bocca. Allora il drago si infuriò contro la donna e se ne andò a far guerra contro il resto della sua discendenza, contro quelli che osservano i comandamenti di Dio e sono in possesso della testimonianza di Gesù. E si fermò sulla spiaggia del mare.»

## Interpretazione
Secondo la tradizione cattolica, è assodato che la donna sia Maria, l'Immacolata Vergine madre di Gesù Cristo. Alla devozione mariana (iperdulia), la tradizione e la teologia riservano la intercessione più forte per ottenere da Dio qualunque grazia e un potere contro i demoni più forte dell'intercessione di tutti gli altri santi:
(Gen 3,14-15)
L'antico serpente richiamato si ritrova anche in Ap. 12,9 e nell'esorcismo dettato da papa Leone XIII, che di nuovo identifica il dragone o serpente, con il diavolo-Satana e gli angeli ribelli cacciati dal Paradiso: 
(dall'Esorcismo di papa Leone XIII)
Maria è chiamata la nuova Eva, ma senza peccato originale e senza mai disobbedire a Dio, all'opposto della prima donna, che fece dannare il genere umano fuori dall'Eden: con la sua risposta all'Annunciazione Maria diviene colei che darà alla luce il Salvatore del mondo.
Sia l'iconografia che le preghiere hanno adottato le caratteristiche con cui San Giovanni descrive la donna per raffigurare Maria. Ad avvalorare questa ipotesi, la voglia del drago di guerreggiare con la discendenza di Maria, che può considerarsi tutto il popolo cristiano. Il brano è infatti proposto nella liturgia dell'Assunzione.
L'episodio costituisce la prima lettura di grandissima parte delle messe dedicate a Maria (in particolar modo, quella di Maria Assunta).
La maggior parte degli esegeti interpreta inoltre la donna come una figura rappresentativa del "popolo di Dio", in accordo con la sua immagine biblica come sposa e madre (cfr. ad esempio Isaia 66, 7-9). Del resto secondo molti esegeti orientali e occidentali con l'affidamento di Maria a Giovanni, si trova l'affidamento dell'intera Chiesa: Maria, madre di Gesù, è anch'essa madre di tutti cristiani.
Mentre è chiaro che il figlio è il Messia, il simbolismo della madre si presta, forse deliberatamente, a numerosi significati: prima Israele, che genera il Messia, e poi la Chiesa, dopo che Cristo è asceso al Padre (versetto 12, 5). Più in generale può rappresentare tutta l'umanità, la stirpe di Eva (Genesi 3,15-16). Sembrerebbe comunque che la migliore interpretazione sia la somma delle suddette interpretazioni, cioè, che la Donna con il Bambino rappresentano rispettivamente sia Maria che suo figlio Gesù, così anche rappresentano Israele in quanto Maria e Gesù sono della stirpe di Davide e Gesù è anche il Messia atteso sin dai tempi dei tempi, ed infine, Gesù e Maria rappresentano la Chiesa cristiana perseguitata dall'anticristo, cioè il dragone; la mezzaluna è il simbolo con cui viene rappresentato l'angelo caduto poiché così anche è rappresentato nell'Antico Testamento (con la mezzaluna, per meglio dire con la luna crescente) assieme alla stella del mattino; Maria, madre di Gesù, viene sovente descritta con un serpente schiacciato dai suoi piedi che sovrastano quindi anche la mezzaluna; il fiume d'acqua lanciato dalla bocca del dragone, descritto nel capitolo 12 dell'Apocalisse di San Giovanni, rappresenta, sempre in termini biblici, popolazioni soggette all'anticristo che perseguitano la Chiesa, poiché l'acqua in grande quantità, i mari, ecc., sono sovente usati nelle Sacre Scritture, specialmente nel Libro della Apocalisse di San Giovanni, per rappresentare moltitudini di persone, popolazioni.

## Simbolismo e allusioni alla Genesi
La descrizione di questo personaggio allude al cielo (o secondo molte interpretazioni alla Madonna), infatti la donna è illuminata dal sole, è ornata da dodici stelle e poggia sulla luna: è quindi una figura celeste. I simboli celesti sono esattamente quelli di Genesi 37, 9-10, in cui indicano Giacobbe, la moglie e i loro dodici figli, che daranno origine alle dodici tribù di Israele. Al contrario il drago è figura terrestre, avversa alla donna celeste e che perseguita lei e la sua discendenza. Infatti in Apocalisse 12, 9 il drago è chiamato il "serpente antico", una allusione a Genesi 3 e in particolare a Genesi 3, 15, in cui compare per la prima volta il conflitto fra il serpente e la donna. Il drago, quindi, è da identificarsi con Satana.

## Nell'arte
Nell'arte religiosa molto sovente Maria è rappresentata con le caratteristiche descritte nell'Apocalisse: la corona di dodici stelle e la luna sotto i piedi.

## La corona di stelle dell'Unione Europea

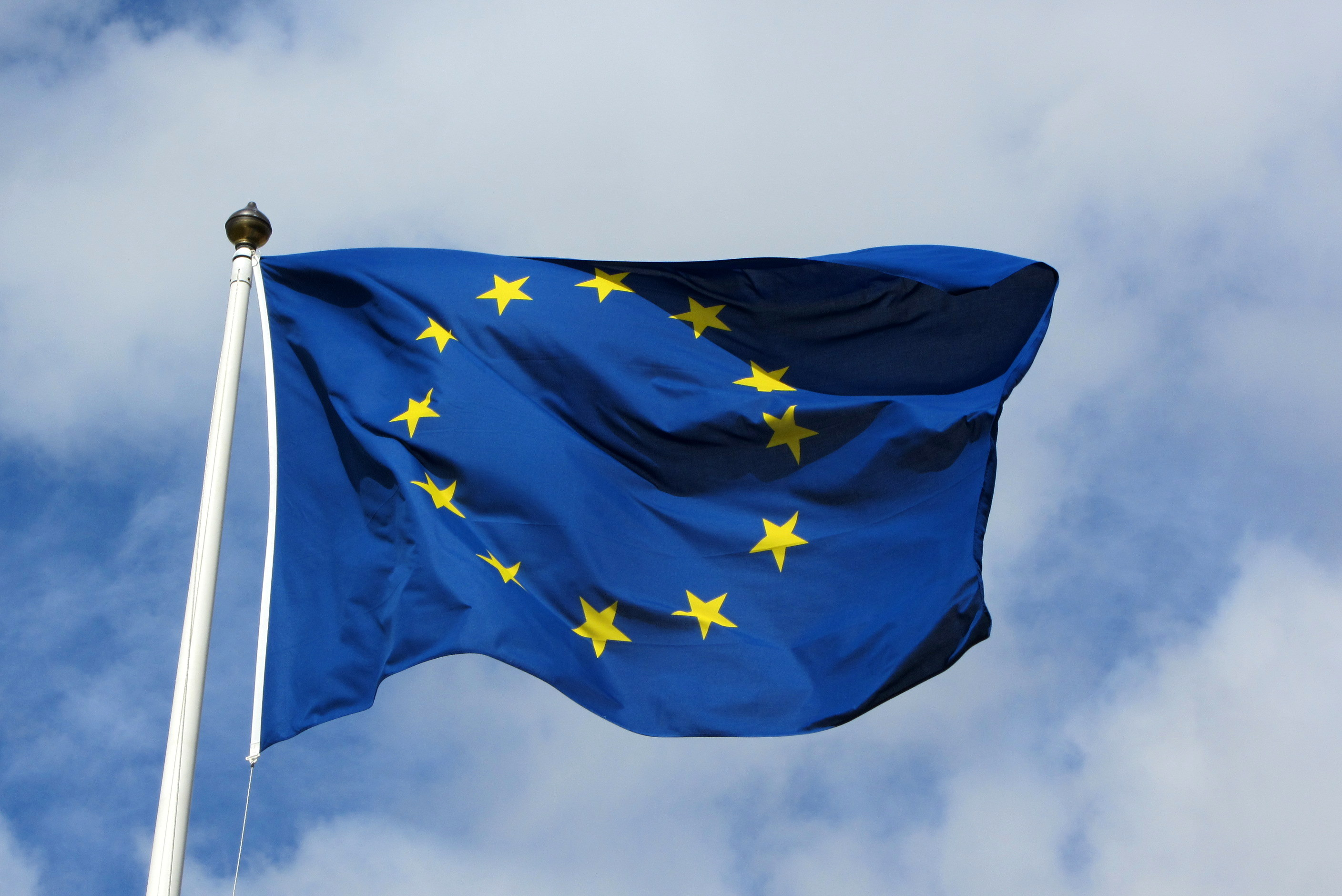
La bandiera europea

La bandiera europea venne scelta nel 1955 dopo un lungo e laborioso processo. Il bozzetto prescelto era uno dei molti proposti dal designer alsaziano Arsène Heitz, un devoto cattolico che in questa proposta era stato ispirato dalla propria devozione. Il colore blu della bandiera, infatti, è quello tradizionale del manto della Vergine e le dodici stelle ricordano la corona della donna dell'Apocalisse. Questa teoria però è rifiutata dalle autorità Europee; l'interpretazione ufficiale del Consiglio d'Europa è 
(Interpretazione ufficiale della bandiera europea da parte del Consiglio d'Europa)
 Curiosamente, la scelta di questa bandiera venne firmata l'8 dicembre 1955, giorno dell'Immacolata Concezione.